# Cách tiếp cận từ thu nhập
Cách tiếp cận từ thu nhập là một trong 3 nhóm những phương pháp chính trong thẩm định giá, mỗi nhóm những phương pháp này được gọi là một cách tiếp cận. Cùng với cách tiếp cận từ thị trường và cách tiếp cận từ chi phí, cách tiếp cận từ thu nhập có thể được thẩm định viên sử dụng trong quá trình thẩm định giá một loại hình tài sản nhất định.
Mặc dù có nhiều phương pháp áp dụng cách tiếp cận từ thu nhập, những phương pháp thuộc cách tiếp cận này đều có căn bản dựa trên quá trình chiết khấu dòng tiền trong tương lai về một con số chỉ thị cho giá trị hiện tại của nó.
Cách tiếp cận từ thu nhập gồm 2 phương pháp chính là Vốn hóa trực tiếp và Dòng tiền chiết khấu.

## Phương pháp vốn hóa trực tiếp
Phương pháp vốn hóa trực tiếp được áp dụng trong trường hợp thu nhập từ tài sản là tương đối ổn định (không đổi hoặc thay đổi theo một tỷ lệ nhất định) trong suốt thời gian sử dụng hữu ích còn lại (được tính bằng tuổi đời kinh tế còn lại) của tài sản hoặc vĩnh viễn.
Giá trị tài sản cần thẩm định {\displaystyle V} được xác định là thương số của Thu nhập hoạt động thuần {\displaystyle I} chia cho Tỷ suất vốn hóa {\displaystyle R}:
{\displaystyle {V={\frac {I}{R}}}}
Trong đó, Thu nhập hoạt động thuần là một giá trị được tính bằng đơn vị tiền, được xác định:
Thu nhập hoạt động thuần = Tổng thu nhập tiềm năng - Thất thu do không sử dụng hết 100% công suất và do rủi ro thanh toán - Chi phí hoạt động
Tỷ suất vốn hóa là một tỷ số phần trăm có cách tính tùy thuộc vào đặc thù của tài sản cần được thẩm định giá. Nó biểu hiện được lợi nhuận mong đợi của nhà đầu tư có thể có được từ tài sản đó. Tỷ suất vốn hóa đi kèm theo nó một phần bù rủi ro, các nhà đầu tư khác nhau có thể sẽ có quan điểm về rủi ro khác nhau và sẽ có Tỷ suất vốn hóa khác nhau cho cùng một tài sản.
Tỷ suất vốn hóa có thể được xác định thông qua 3 phương pháp: Phương pháp so sánh, Phương pháp phân tích vốn vay – vốn đầu tư và Phương pháp phân tích khả năng thanh toán nợ.

## Phương pháp Dòng tiền chiết khấu (DCF)
Cách tính và căn bản về lý thuyết của phương pháp Dòng tiền chiết khấu trong thẩm định giá là tương tự như Giá trị hiện tại thuần trong tài chính, với một số thay đổi tùy thuộc vào đặc tính của tài sản. Dòng tiền dự báo được chiết khấu về thời điểm thẩm định giá, cho ta một giá trị hiện tại của tài sản.
Phương pháp dòng tiền chiết khấu được áp dụng trong trường hợp thu nhập từ tài sản biến đổi qua các giai đoạn khác nhau (không ổn định), ví dụ như trường hợp một doanh nghiệp vừa bắt đầu hoạt động hoặc một công trình mới bắt đầu xây dựng.

### Những bước thực hiện của phương pháp DCF[3]
1. Chọn thể loại dòng tiền phù hợp nhất đối với tài sản cần thẩm định giá (trước hay sau thuế, tổng dòng tiền hay dòng tiền của chủ sở hữu, thực hay danh nghĩa...)
2. Xác định rõ ràng giai đoạn dự báo dòng tiền phù hợp nhất (nếu có).
3. Thực hiện dự báo dòng tiền cho giai đoạn trên.
4. Xác định xem tài sản cần thẩm định có cần phải tính tới Giá trị cuối cùng hay không, và tính Giá trị cuối cùng cho tài sản cần thẩm định (nếu có).
5. Xác định Tỷ suất chiết khấu phù hợp.
6. Chiết khấu Dòng tiền dự báo và Giá trị cuối cùng (nếu có) về thời điểm thẩm định.